# ベルリン・ジングアカデミー

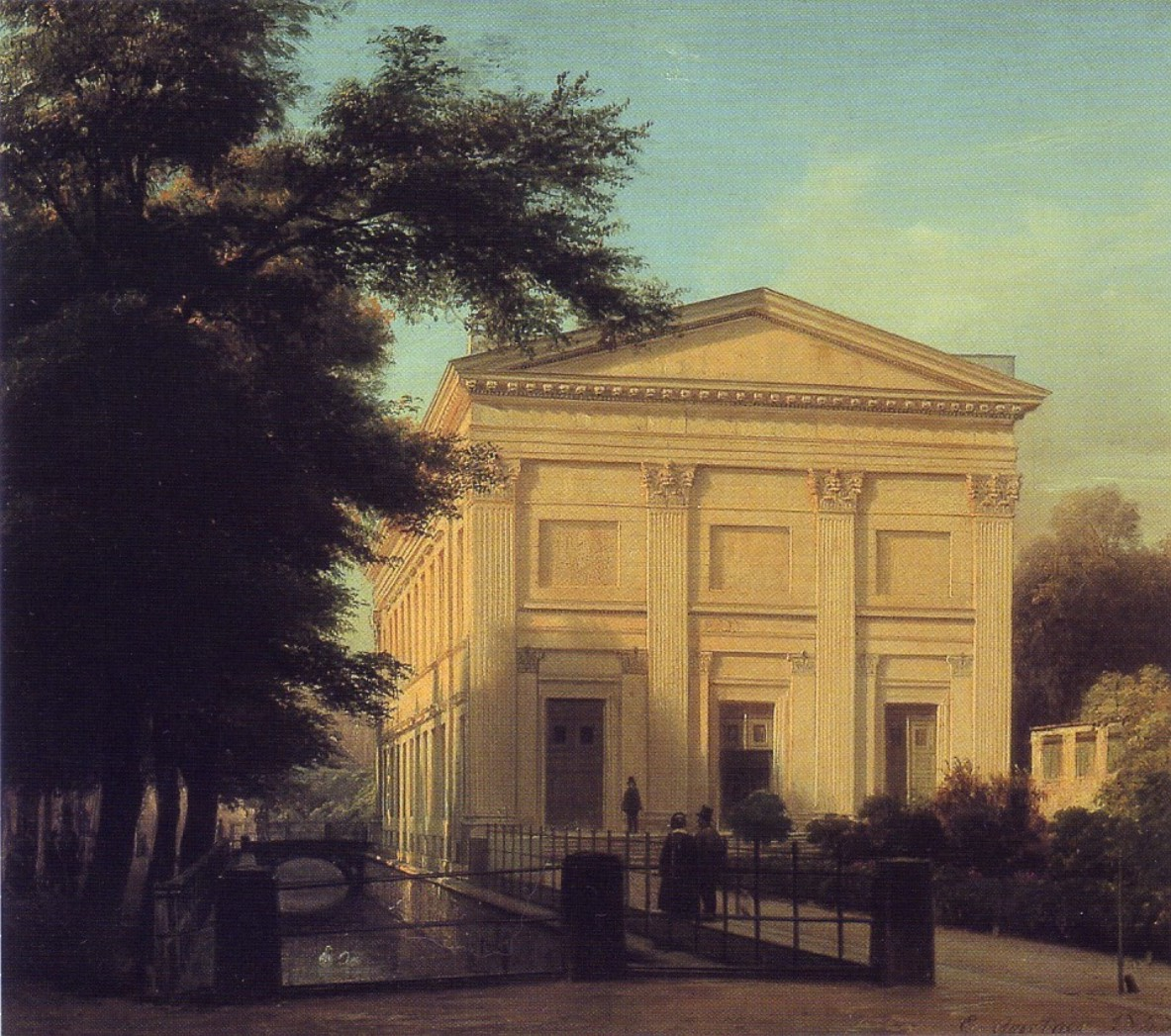
1843年のジングアカデミー エドゥアルド・ゲルトナー画

ベルリン・ジングアカデミー（Sing-Akademie zu Berlin）は、1791年にプロイセンのハープシコード奏者カール・フリードリヒ・クリスティアン・ファッシュがベルリンに設立した音楽協会（元は合唱協会）。18世紀にロンドンで創設された古楽アカデミーのモデルにもなった。

## 初期
ジングアカデミーは元来、私的な音楽愛好家の集まりだったものが公的な組織へと発展したものであり、その由来を決定するのは容易ではない。団体は、町の議員であったミロウ（Milow）の邸宅の庭に日頃集まる歌い手たちの小さなサークルが発展したものだった。彼らの毎週の会合は後に有名となる『ジンゲテース Singethees』に類似したものだったようである。カール・フリードリヒ・ツェルターは、それらをかなりくだけた集まりだったとした上で「午後に集まり、茶を飲み、会話をし、短い出し物をした。何をするかは二の次だった。」と記している。歌手で歌の作曲もしたシャルロッテ・カロリーネ・ヴィルヘルミーネ・バッハマンは、アカデミーの創立メンバーの一人である。

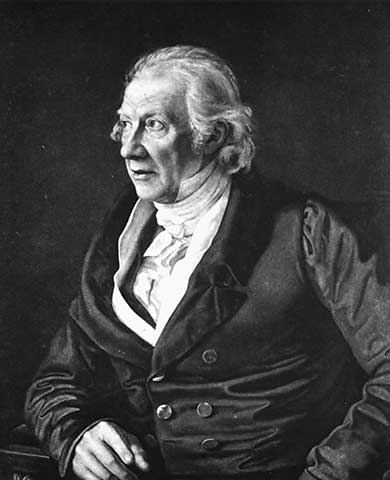
ツェルター

19世紀初頭まで、ほとんどの演奏会やオペラの上演は存命の作曲家の作品を扱ったものだった。ファッシュの指導の下、アカデミーは存命作曲家だけでなく、過去の作曲家の作品の復活にも力を入れるようになる。実のところ、アカデミーの最初の公演はファッシュ自作の16声のミサ曲であったが、定期的に大バッハや他の過去の巨匠らの作品も取り上げていた。ファッシュは大バッハの息子のC.P.E.バッハの弟子であり、彼のバッハ音楽への傾倒がその後の続いていく特徴として、アカデミーに染込むことになる。1800年8月3日にファッシュが死去した時には、アカデミーは約100人の団員を擁するまでに成長していた。多くの著名人がアカデミーの他に類を見ない歌声を聴きに訪れており、1796年7月にはベートーヴェンも訪ねてきていた。
ファッシュの死後、弟子のカール・フリードリヒ・ツェルターがアカデミーの指揮者となり、ファッシュの遺志を引き継いだ。彼は1807年にアカデミー付属の管弦楽団を設置、また1808年には男声合唱（Liedertafel）を設立し、これらが19世紀はじめに栄え、ドイツ音楽に貢献した他の合唱団のモデルとなった。
アカデミーの団員は元々ベルリンの裕福な中産階級の市民から集めたものだった。中には、初期の頃からベルリンでも最富裕の家系であるイツィッヒ家やモーゼス・メンデルスゾーンの子孫なども参加していた。これらの家系はアカデミーの歴史に重要な影響を与えることとなる。モーゼスの息子のアブラハムは1793年にアカデミーに入団、またイツィッヒの孫娘であったレア・ザロモンが1796年に入団した。2人は後に結婚し、間に生まれた子どもであったフェリックスとファニーが1820年代のアカデミーの中心的存在となったのである。

## アカデミーの楽譜コレクション
イツィッヒの娘のザラ・レヴィ（1761年-1854年）は、W.F.バッハに教えを受けた達者な鍵盤楽器奏者であり、1806年から1815年の間にツェルターの「リピエンシュール Ripienschule」やアカデミーの演奏会で、バッハや他の作曲家の協奏曲を演奏していた。彼女が所有していたバッハ一族の膨大な自筆譜のコレクションと、アブラハム・メンデルスゾーンがC.P.E.バッハの未亡人から手に入れた大量の草稿が、アカデミーに遺されることになった。ツェルター自身も大バッハやバッハ一族の良質な自筆譜のコレクションを有しており、彼はこれをアカデミーに寄贈した。こうした経緯で、アカデミーには世界で最も優れたバッハ一族の自筆譜のコレクションが形成されたのである。1945年ソ連の赤軍がコレクションを略奪、ウクライナのキエフ音楽院に隠したが、2000年に発見されてドイツへと返還されている。現在、コレクションはベルリン州立図書館の音楽区画に一時的に保管されている。

## 現在に至るまで

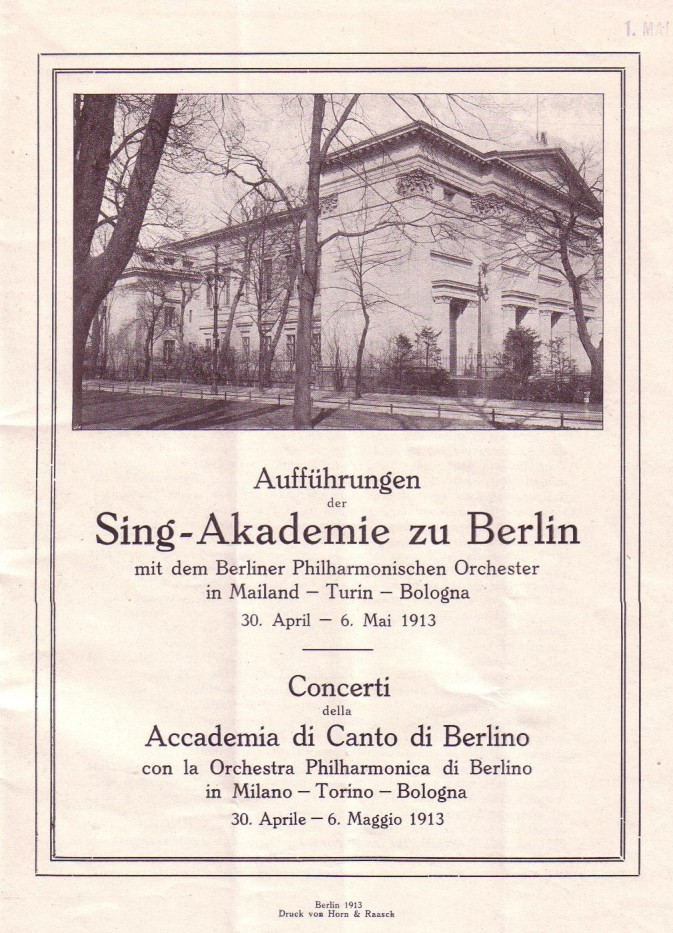
ベルリン・フィルハーモニー管弦楽団を伴ってイタリア、ミラノで行われた演奏会のプログラム 1913年

本拠地となるホールが新たに建設されると、アカデミーの躍進はさらに加速した。これは1827年に ウンター・デン・リンデンに建てられたもので、ベルリンの主要なコンサートホールとなり、パガニーニやシューマン、ブラームスといった著名な音楽家たちが演奏会を行った。1829年3月11日、ツェルターの弟子であった20歳のフェリックス・メンデルスゾーンが、有名なバッハの「マタイ受難曲」の復活演奏を指揮したのもこのホールであった。これはバッハの再評価が進む一大事件となり、ヨーロッパ音楽の伝統の父としてのバッハの名声は揺るぎないものになったのである。
1832年にツェルターがこの世を去ると、メンデルスゾーンは彼の跡を継ぐことを希望した。しかし、選挙で票を集めたのは彼より年長で、能力には劣るが「的確な判断が出来る」カール・フリードリヒ・ルンゲンハーゲンだった。続く指揮者は以下の通りである。
- アウグスト・グレル（ドイツ語版） （1853年-1876年）
- マルティン・ブルムナー（ドイツ語版） （1876年-1900年）
- ゲオルク・シューマン （1900年-1950年）
- カール・マテュー・ランゲ（ドイツ語版） （1950年-1973年）
- ハンス・ヒルスドルフ（ドイツ語版） （1973年-1999年）
- ヨスハルト・ダウス（ドイツ語版） （2002年-2006年）
- Kai-Uwe Jirka （2006年-）

東西ドイツへの分断後、1963年にベルリン・ジングアカデミー（Berliner Singakademie）が東ドイツに設立された。このもうひとつのベルリン・ジングアカデミーは、ドイツ統一後の今日ではベルリンでオラトリオ上演における先導的合唱団となっている。